# Juan Lozano y Lozano
Juan Lozano y Lozano (Ibagué, 6 de abril de 1902-Bogotá, 6 de noviembre de 1979) fue un intelectual, político, periodista, militar y poeta colombiano. 
Fue miembro del Partido Liberal Colombiano, siendo uno de sus ideólogos más moderados.
Junto al conservador José Camacho Carreño, Lozano fue la figura más destacada de la Acción Patriótica Económica Nacional (APEN).
Fue concejal de Bogotá, diputado a la Asamblea del Tolima, representante a la Cámara, Senador, Ministro de Educación, Embajador y en seis ocasiones miembro de la Dirección Nacional Liberal.

## Biografía
Juan Lozano y Lozano nació en Ibagué, el 6 de abril de 1902, en el seno de una notable familia de la región, aunque la familia prosperó en Bogotá, a donde se trasladaron cuando Juan era muy pequeño.  
En la capital, Lozano cursó sus estudios escolares en el Colegio Mayor de Nuestra Señora del Rosario, regentado por el escritor y obispo católico, Rafael María Carrasquilla, donde tuvo la oportunidad de relacionarse con otros futuros personajes de la política nacional. Allí se graduó de Filosofía y Letras. Allí conoció al abogado Darío Echandía. 
Poco después de terminar se hizo oficial de la Escuela de Cadetes. Su calidad de militar no lo abandonaría nunca, especialmente por su participación en la guerra contra Perú en la década de los treinta. Desde joven Juan Lozano se destacó por su interés por cuestiones propias de un intelectual; primero por la literatura y las letras. Así en 1915, con tan solo 13 años publicó con su hermano Carlos (de 11 años) una “revistica llamada ‘ensayos’”. Pero más reconocida fue la Revista Azul de 1919, donde participaron otros jóvenes curiosos por la literatura. 
Su padre había sido nombrado embajador de Colombia en Perú en 1919. Carlos y Juan Lozano viajan a Lima en 1922, para encontrarse con él. Allí Fabio Lozano les comunica que tendrán la posibilidad de estudiar en el exterior, por eso el viaje a Inglaterra y a Italia de Juan Lozano. Entonces, realizó un posgrado en Economía y Finanzas por tres años en la Universidad de Cambridge. También cinco años de doctorado en ciencias sociales y políticas en la Universidad de Roma.  
En sus años de experiencia fuera de Colombia Juan Lozano publica sus dos libros sobre poesía: Horario Primaveral en Lima (1923) y Joyería en Roma (1927). 
Precisamente en Roma, un año después de publicada su poesía, se casa con Luisa Provenzano. Mujer con quién viviría el resto de su vida y madre de su único hijo: Juan Lozano Provenzano. Luisa fue objeto de dedicatoria de algunos poemas y libros escritos por Lozano. Ella falleció dos años antes que Juan. Desde 1940 hasta su muerte vivieron en finca Provenza en Suba, Distrito Especial de Bogotá. 
En 1930 regresa para apoyar la campaña presidencial de  Enrique Olaya Herrera como secretario. Se quedó en esa posición hasta sus primeros días de gobierno. Posteriormente Lozano regresa al exterior a estudiar en la Universidad de Georgetown “mientras trabajaba en una oficina de abogados americanos, consejeros en materias mineras latinoamericanas”.
Su aventura en el exterior termina en 1932 cuando gracias a la guerra contra Perú Lozano decide regresar y brindar su apoyo a la patria. En efecto, Juan Lozano participó del conflicto ocupando el  cargo de Teniente de Navío en la cañonera Santa Marta. En la batalla de Güepí fue ascendido al grado de capitán efectivo del ejército nacional. A Juan Lozano se le recuerda no solo como intelectual y como político, sino también como militar. Su aventura en el sur del país significa un capítulo importante de su vida, según describe él mismo en su autobiografía. 
Una vez de vuelta, Lozano se acomodó y se vinculó a El Tiempo en 1933 donde escribiría su columna “El Jardín de Cándido” hasta su muerte. En El Tiempo también publica una serie de columnas sobre los personajes contemporáneos de la vida política, que posteriormente son compilados y publicados bajo el título de Ensayos Críticos (1934). Desde entonces Juan Lozano se destacó como escritor público y periodista, sumando más de cincuenta años de carrera. Fundó el diario La Razón en 1938 y lo dirigió por doce años, aunque originalmente se trataba de un diario para oponerse a la reelección de Alfonso López Pumarejo. 

### Ministerio de Educación (1941-1942)
Lozano fue designado ministro de educación por el presidente Eduardo Santos. Por eso, en los años treinta se da la verdadera aparición de Juan Lozano en la vida pública y política del país, no solo por sus contribuciones a la prensa sino también por su rol en la política nacional, especialmente como liberal. También fue miembro de las academias colombianas de lengua y de historia.
En los años cuarenta frente a la incipiente crisis política de Colombia fue redactor del semanario Sábado de Plinio Mendoza Neira. En Sábado publica no solo artículos de opinión sino también una serie de entrevistas biográficas a los personajes políticos del país. Algunas de estas entrevistas se compilan y se publican bajo el título de Mis Contemporáneos en 1944. También fue el sucesor de Alberto Lleras Camargo como director de Semana; y fue codirector de Política y algo más con Carlos Lleras Restrepo. En todas estas vicisitudes Lozano no dejó de relacionarse con las importantes figuras de la política nacional. Siempre estuvo entre las redes de los protagonistas de los hitos de la historia política de Colombia. Su trayectoria política da muestra de ello: fue un constante militante del partido liberal; concejal de Bogotá, miembro de la Asamblea Departamental de Tolima, miembro de la Cámara de Representantes y Senador de la República (1935-1939); ministro de educación; y embajador en Italia. En seis ocasiones fue miembro de la dirección Nacional Liberal.

### Muerte
Lozano murió el 6 de noviembre de 1979 en su casa de Suba. Fue velado al día siguiente en el Salón Elíptico del Capitolio Nacional. Las exequias se realizaron en la Catedral Primada, siendo sepultado en el Cementerio Central de Bogotá.

## Familia
Juan Lozano y Lozano era miembro del clan Lozano de Tolima. Sus padres eran el abogado y diplomático Fabio Lozano y Torrijos, y Ester Lozano (quien era pariente de Fabio). Sus hermanos eran los también políticos Carlos y Fabio Lozano Lozano.
Sobrinos suyos eran la artista Margarita Lozano Ortiz (hija de Carlos), y los políticos Fabio y Alberto Lozano Simonelli (hijos de Fabio).
Lozano contrajo matrimonio con la italiana Luisa Provenzano, de quien desciende el político y diplomático Juan Lozano Ramírez.

## Obras

### Libros Publicados
| Año  | Título                                | Ciudad   |
| ---- | ------------------------------------- | -------- |
| 1923 | Horario Primaveral                    | Lima     |
| 1927 | Joyería                               | Roma     |
| 1934 | Ensayos Críticos                      | Bogotá   |
| 1944 | Mis contemporáneos                    | Bogotá   |
| 1946 | Introducción a la vida heroica        | Bogotá   |
| 1947 | La patria y yo                        | Bogotá   |
| 1956 | Obras Selectas                        | Medellín |
| 1978 | Ensayos Críticos y Mis contemporáneos | Bogotá   |

### Periodismo
- Revista Azul (1919)
- El Tiempo - Columna Jardín de Cándido (1933-1979)
- La Razón (1938-1950)
- Sábado (1943-1957)
- Semana (1948)
- Política y algo más (1961)